# Отношение Рэлея
В математике для данной комплексной эрмитовой матрицы {\displaystyle M} и ненулевого вектора {\displaystyle x} отношение Рэлея
{\displaystyle R(M,x)} определяется следующим образом:
{\displaystyle R(M,x)={x^{*}Mx \over x^{*}x}.}
Для действительных матриц условие эрмитовости матрицы сводится к её симметричности, а эрмитово сопряжение векторов {\displaystyle x^{*}} превращается в обычное транспонирование {\displaystyle x'}. 
Заметьте, что {\displaystyle R(M,cx)=R(M,x)} для любой вещественной константы {\displaystyle c\neq 0}. 
Напомним, что эрмитова (как и симметричная вещественная) матрица имеет вещественные собственные значения. Можно показать, что для матрицы отношение Рэлея достигает минимального значения {\displaystyle \lambda _{\min }} (наименьшее собственное число матрицы {\displaystyle M}) когда {\displaystyle x} равен {\displaystyle v_{\min }} (соответствующий собственный вектор). 
Подобным образом можно показать, что {\displaystyle R(M,x)\leq \lambda _{\max }} и {\displaystyle R(M,v_{\max })=\lambda _{\max }}. 
Отношение Рэлея используется в теореме Куранта-Фишера о минимаксе для получения всех значений собственных чисел. 
Используется оно и в алгоритмах нахождения собственных значений матрицы для получения приближения собственного значения из приближения собственного вектора. А именно, отношение является базой для итераций с отношением Рэлея.
Множество значений отношения Рэлея называется числовым образом матрицы или областью значений матрицы.

## Специальный случай ковариационных матриц
Ковариационная матрица M для многомерной статистической выборки A (матрицы наблюдений) может быть представлена в виде произведения A' A. Будучи симметричной вещественной матрицей, M имеет неотрицательные собственные значения и ортогональные (или приводимые к ортогональным) собственные вектора.
Во-первых, то, что собственные значения {\displaystyle \lambda _{i}} не отрицательны:
{\displaystyle Mv_{i}=A'Av_{i}=\lambda _{i}v_{i}}
{\displaystyle \Rightarrow v_{i}'A'Av_{i}=v_{i}'\lambda _{i}v_{i}}
{\displaystyle \Rightarrow \left\|Av_{i}\right\|^{2}=\lambda _{i}\left\|v_{i}\right\|^{2}}
{\displaystyle \Rightarrow \lambda _{i}={\frac {\left\|Av_{i}\right\|^{2}}{\left\|v_{i}\right\|^{2}}}\geq 0.}
И, во-вторых, что собственные вектора {\displaystyle v_{i}} ортогональны друг другу:
{\displaystyle Mv_{i}=\lambda _{i}v_{i}}
{\displaystyle \Rightarrow v_{j}'Mv_{i}=\lambda _{i}v_{j}'v_{i}}
{\displaystyle \Rightarrow (Mv_{j})'v_{i}=\lambda _{i}v_{j}'v_{i}}
{\displaystyle \Rightarrow \lambda _{j}v_{j}'v_{i}=\lambda _{i}v_{j}'v_{i}}
{\displaystyle \Rightarrow (\lambda _{j}-\lambda _{i})v_{j}'v_{i}=0}
{\displaystyle \Rightarrow v_{j}'v_{i}=0} (если собственные значения различны — в случае одинаковых значений можно найти ортогональный базис).
Теперь покажем, что отношение Рэлея принимает максимальное значение на векторе, соответствующем наибольшее собственное значение.
Разложим произвольный вектор {\displaystyle x} по базису собственных нормированных векторов vi:
{\displaystyle x=\sum _{i=1}^{n}\alpha _{i}v_{i}}, где {\displaystyle \alpha _{i}={\frac {x'v_{i}}{v_{i}'v_{i}}}={\frac {\langle x,v_{i}\rangle }{\left\|v_{i}\right\|^{2}}}} является проекцией x на {\displaystyle v_{i}}
{\displaystyle \forall i,||v_{i}||={\sqrt {(v_{i}'v_{i})}}=1}
Таким образом, равенство
{\displaystyle R(M,x)={\frac {x'A'Ax}{x'x}}}
можно переписать в следующем виде:
{\displaystyle R(M,x)={\frac {(\sum _{j=1}^{n}\alpha _{j}v_{j})'A'A(\sum _{i=1}^{n}\alpha _{i}v_{i})}{(\sum _{j=1}^{n}\alpha _{j}v_{j})'(\sum _{i=1}^{n}\alpha _{i}v_{i})}}}
Поскольку собственные вектора ортогональны, последнее равенство превращается в
{\displaystyle R(M,x)={\frac {\sum _{i=1}^{n}\alpha _{i}^{2}\lambda _{i}}{\sum _{i=1}^{n}\alpha _{i}^{2}}}=\sum _{i=1}^{n}\lambda _{i}{\frac {(x'v_{i})^{2}}{(x'x)}}=\sum _{i=1}^{n}\lambda _{i}{\frac {(x'v_{i})^{2}}{(x'x)(v_{i}'v_{i})}}}
Последнее равенство показывает, что отношение Рэлея является суммой квадратов косинусов углов между вектором {\displaystyle x} и каждым из собственных векторов {\displaystyle v_{i}}, умноженных на соответствующее собственное значение.
Если вектор {\displaystyle x} максимизирует {\displaystyle R(M,x)}, то все вектора, полученные из {\displaystyle x} умножением на скаляр ({\displaystyle kx} для {\displaystyle k\neq 0}) также максимизируют R. Таким образом, задачу можно свести к нахождению максимума {\displaystyle \sum _{i=1}^{n}\alpha _{i}^{2}\lambda _{i}} при условии {\displaystyle \sum _{i=1}^{n}\alpha _{i}^{2}=1}.
Поскольку все собственные числа не отрицательны, задача сводится к нахождению максимума выпуклой функции и можно показать, что он достигается при {\displaystyle \alpha _{1}=1} и {\displaystyle \forall i>1,\alpha _{i}=0} (собственные значения упорядочены по убыванию).
Таким образом, отношение Рэлея достигает максимума на собственном векторе, соответствующему максимальному собственному значению.

### Тот же результат с использованием множителей Лагранжа
Тот же результат может быть получен с помощью множителей Лагранжа. Задача состоит в нахождении критических точек функции
{\displaystyle R(M,x)=x^{T}Mx},
при постоянной величине {\displaystyle \|x\|^{2}=x^{T}x=1.}
То есть, нужно найти критические точки функции 
{\displaystyle {\mathcal {L}}(x)=x^{T}Mx-\lambda (x^{T}x-1),}
где {\displaystyle \lambda } — множитель Лагранжа.
Для стационарных точек функции {\displaystyle {\mathcal {L}}(x)} выполняется равенство
{\displaystyle {\frac {d{\mathcal {L}}(x)}{dx}}=0}
{\displaystyle \therefore 2x^{T}M^{T}-2\lambda x^{T}=0}
{\displaystyle \therefore Mx=\lambda x}
и {\displaystyle R(M,x)={\frac {x^{T}Mx}{x^{T}x}}=\lambda {\frac {x^{T}x}{x^{T}x}}=\lambda .}
Таким образом, собственные вектора {\displaystyle x_{1}\ldots x_{n}} матрицы M являются критическими точками отношения Рэлея и их собственные значения {\displaystyle \lambda _{1}\ldots \lambda _{n}} — соответствующими стационарными значениями.
Это свойство является базисом метода главных компонент и канонической корреляции.

## Использование в теории Штурма — Лиувилля
Теория Штурма — Лиувилля заключается в исследовании линейного оператора
{\displaystyle L(y)={\frac {1}{w(x)}}\left(-{\frac {d}{dx}}\left[p(x){\frac {dy}{dx}}\right]+q(x)y\right)}
со скалярным произведением
{\displaystyle \langle {y_{1},y_{2}}\rangle =\int _{a}^{b}w(x)y_{1}(x)y_{2}(x)\,dx},
где функции удовлетворяют некоторым специфичным граничным условиям в точках a и b. 
Отношение Рэлея здесь принимает вид
{\displaystyle {\frac {\langle {y,Ly}\rangle }{\langle {y,y}\rangle }}={\frac {\int _{a}^{b}{y(x)\left(-{\frac {d}{dx}}\left[p(x){\frac {dy}{dx}}\right]+q(x)y(x)\right)}dx}{\int _{a}^{b}{w(x)y(x)^{2}}dx}}.}
Иногда это отношение представляют в эквивалентном виде используя интегрирование по частям:
{\displaystyle {\frac {\langle {y,Ly}\rangle }{\langle {y,y}\rangle }}={\frac {\int _{a}^{b}{y(x)\left(-{\frac {d}{dx}}\left[p(x)y'(x)\right]\right)}dx+\int _{a}^{b}{q(x)y(x)^{2}}\,dx}{\int _{a}^{b}{w(x)y(x)^{2}}\,dx}}}
{\displaystyle ={\frac {-y(x)\left[p(x)y'(x)\right]|_{a}^{b}+\int _{a}^{b}{y'(x)\left[p(x)y'(x)\right]}\,dx+\int _{a}^{b}{q(x)y(x)^{2}}\,dx}{\int _{a}^{b}{w(x)y(x)^{2}}\,dx}}}
{\displaystyle ={\frac {-p(x)y(x)y'(x)|_{a}^{b}+\int _{a}^{b}\left[p(x)y'(x)^{2}+q(x)y(x)^{2}\right]\,dx}{\int _{a}^{b}{w(x)y(x)^{2}}\,dx}}.}

## Обобщение
Для любой пары {\displaystyle (A,B)} вещественных симметричных положительно определённых матриц и ненулевого вектора {\displaystyle x}, обобщенное отношение Рэлея определяется как
{\displaystyle R(A,B;x):={\frac {x^{T}Ax}{x^{T}Bx}}.}
Обобщённое отношение Рэлея можно свести к отношению Рэлея {\displaystyle R(D,Cx)} путём преобразования {\displaystyle D={C^{*}}^{-1}AC^{-1}}, где {\displaystyle C} — разложение Холецкого матрицы {\displaystyle B}.